# Ligne de tramway 78 (SNCV Groupe de Charleroi)
La ligne 78 est une ancienne ligne du tramway vicinal de Charleroi de la Société nationale des chemins de fer vicinaux (SNCV) qui reliait Fontaine-l'Évêque à Trazegnies.

## Histoire
En 1935, la section Trazegnies - Bracquegnies est reprise par la ligne 80, la ligne prend alors le n°78.
1945 : service prolongé en heure de pointe vers Charleroi Eden sous l'indice 77. 
15 janvier 1949 : suppression du service prolongé 77, remplacé par la nouvelle ligne 84, service partiel sous l'indice 77 entre Fontaine-l'Évêque Rue de Leernes et Souvret Forrière.

## Exploitation

### Horaires
Tableaux : 443 (1931), numéro partagé avec la ligne 78 (future ligne 90) du réseau de Charleroi.